# Artur Vetro
Artur (Arthur) Vetro (în maghiară Vetró Artúr) (n. 30 august 1919, Timișoara – d. 25 februarie 1992 , Cluj-Napoca) a fost un sculptor, pictor și grafician român de etnie maghiară.
Între 1929 și 1937 a frecventat și absolvit Liceul Catolic al Ordinului Piarist.
În 1938 s-a înscris la Școala Superioară de Arte Frumoase din Timișoara, pe care a absolvit-o în 1939, unde a frecventat clasa de sculptură a profesorului Romul Ladea. I-a avut ca profesori pe Iuliu Podlipny și Catul Bogdan. A fost coleg cu viitorul sculptor Ion Vlad.
În 1940 s-a înscris la Academia de Arte Frumoase (Magyar Képzőművészeti Főiskola) din Budapesta, absolvită în 1945, unde frecventat clasa de sculptură a lui Ferenc Sidló. A studiat desenul cu István Szőnyi (Ștefan Szönyi).
În 1945, după ce s-a reîntors în România, a debutat expozițional la Timișoara în cadrul expoziției de grup care-i reunea pe Iulius Podlipny, István Szőnyi, Andrei Szobotka, Lehnhardt Ferch. A început să predea desenul și sculptura la Școala Tehnică de Arte fine Timișoara. A devenit, încă de la înființare, membru al Uniunii Artiștilor Plastici.
În 1946 s-a căsătorit cu doctorița Somló Mária iar în 1948 s-a născut fiul lor, viitorul sculptor Vetró András.
În 1949, după ce s-a mutat la Cluj, a început să participe la toate expozițiile regionale, județene, interjudețene din Cluj, precum și la expozițiile anuale și bienale de stat de la București, organizate de U.A.P.
Din 1949 până în 1982 a fost profesor la Cluj, la început la Institutul Maghiar de Artă, care s-a transformat în 1951 în Institutul de Arte Plastice „Ion Andreescu”.
În 1983 s-a pensionat și s-a retras de la catedra de sculptură a Institutului de Arte Plastice „Ion Andreescu”
.
A decedat în 25 februarie 1992.

## Sculpturi
- Monumentul lui Eftimie Murgu, din Timișoara[4], turnat în bronz în 1948 și amplasat lângă Prefectura Timiș.
- Bustul lui Vasile Roaită (1958, București)
- Bustul lui George Coșbuc din localitatea Coșbuc, Bistrița-Năsăud (fost Hordou) (1958, lângă casa memorială George Coșbuc).
- Bustul lui Maxim Gorki (1960, Slănic Moldova)
- Bustul lui Ady Endre din Oradea[5], realizat în anul 1958 și amplasat în 1960 în Parcul Traian.
- Bustul lui George Coșbuc din Cluj-Napoca[6] (1960).
- Bustul lui Herbák János (1960, Cluj)
- Monumentul lui Lajos Kossuth și Nicolae Bălcescu (1960, Arad).
- Monumentul lui Tudor Vladimirescu (1960, Craiova).
- Monumentul lui Ecaterina Varga (1960, București).
- Monumentul lui Gheorghe Doja (1961, București).
- Monumentul lui Nicolae Bălcescu (Turda).
- Monumentul lui Nicolae Bălcescu (Cluj).
- Monumentul lui János Bolyai (București).
- Bucurie (Eforie-plajă).
- Integető nő (bronz, 1968, Sfântu Gheorghe).
- Statuia lui Andrei Mureșanu, amplasată în parcul Colegiului Național "Andrei Mureșanu" din Dej. A fost dezvelită la 25 ianuarie 1970.[7]
- Bustul pictorului Nagy Imre din Miercurea Ciuc opera sculptorului Vetró Artúr, a fost dezvelit în mai 1998 în fața școlii generale Imre Nagy. Bustul a fost făcut cu 25 ani mai devreme, când pictorul a împlinit 80 de ani, dar a zăcut în depozitele Muzeului Secuiesc al Ciucului, autoritățile comuniste interzicând ridicarea acestuia în spațiu public. A fost donat orașului de către muzeu cu ocazia festivităților prilejuite de denumirea școlii.[8]

Lucrări ale sale se regăsesc în colecții din Canada, Franța, Germania, Ungaria ...